# Michaela Kametz
Michaela Kametz (* 1959 in München) ist eine deutsche Fernseh- und Theaterschauspielerin und Synchronsprecherin.

## Karriere
Michaela Kametz fing noch während der Schulzeit an, Theater zu spielen. Neben Hansjörg Felmy bekam sie die Hauptrolle in Das Verflixte siebte Jahr am Theater in der Briennerstraße. Sie wurde 1980 ans Fränkische Landestheater engagiert. Kametz ging für ein Jahr nach New York. Dort studierte sie Tanz und Gesang für Musical. Sie spielte 1983 im Stadttheater Heilbronn als erstes die Rösslwirtin im Weißen Rössl. Kametz ist seit 1986 freischaffend tätig und gastierte am Grenzlandtheater Aachen, am Kellertheater Innsbruck, am Landestheater Schleswig-Holstein, am Theater an der Kö in Düsseldorf und der Comödie an der Ruhr. Sie arbeitet als Synchronsprecherin. Neben der Synchronisation von Filmen spricht sie auch Hörspiele und Werbespots und ist darüber hinaus auch als Station-Voice für RTL, Super RTL, VOX, RTLplus, WDR und Arte tätig.

## Sprechrollen
Susan Blakeslee
- 2001: als Mrs. Turner in Cosmo und Wanda – Wenn Elfen helfen
- 2006: als Mrs. Turner in Jimmy Neutron VS. Timmy Turner: Ein hinreißend gelungener Schurke
- 2006: als Mrs. Turner in Jimmy Neutron VS. Timmy Turner: Freitag, der 13

Robyn Moore
- 1992: als Nutsy in Blinky Bill
- 1993: als Nutsy in Blinky Bill

Teryl Rothery
- 2011: als Mrs. Turner in Ein Cosmo & Wanda Movie: Werd’ erwachsen Timmy Turner!
- 2012: als Mrs. Turner in Cosmo & Wanda – Ziemlich verrückte Weihnachten

### Filme
- 1993: Alex Datcher als Anne in Body Bags
- 2001: Octavia Spencer als Arbeitsamt-Angestellte in Sol Goode
- 2001: Francesca Caro als Mrs. Destin in In letzter Sekunde
- 2003: Dorina Lazar als Gefängnis Direktorin in Im Angesicht meiner Feinde
- 2005: Kazuko Katou als Dietlinde Eckart in Fullmetal Alchemist – Der Film: Der Eroberer von Shamballa
- 2006: Sara Kathryn Bakker als Rachel Saint in Durch den Tod versöhnt
- 2007 (Synchro 2019): Death Note: Relight - Visions of a God
- 2008: Adriana DeMeo als Daphne in Killer Movie - Fürchte die Wahrheit (Synchron 2011)
- 2008: Beverly D’Angelo als Sally in Harold & Kumar - Flucht aus Guantanamo
- 2009: Assumpta Serna als Sylvia in Uncertainty (Synchron 2011)
- 2009: Tracee Ellis Ross als Kristin in (K)ein bisschen schwanger
- 2009: Irène Jacob als Eleni in Dust of Time
- 2009: Amanda Cohen als Baba in The Landlord
- 2010: Tessa Peake-Jones als Mrs. Rawson in Die geheimen Tagebücher der Anne Lister
- 2010: Lynn Hung als Zhang Yong Cheng in Ip Man 2
- 2010: Jessica Dickey als Melinda in Wie auch wir vergeben
- 2011: Michaela Rooney als Jessamine in Love Birds – Ente gut, alles gut!
- 2024: Die Heinzels – Neue Mützen, neue Mission

### Serien
- 1991: Lindenstraße als Beamtin der Kriminalpolizei
- 2003: Wakana Yamazaki als Sophia Forrester in Last Exile
- 2003: Yukari Nozawa als Baroness Bairach in Scrapped Princess
- 2005: Nina Wadia als Dr. Ramsden in Doctor Who in Episode "Fünf vor Zwölf"
- 2005: Meera Syal als Dr. Nasreen Chaudhry in Doctor Who in Episode "Hungrige Erde & Kaltblütig"
- 2006: Kimiko Saito als Rem in Death Note